# 大七和弦
大七和弦（major seventh chord）在音乐理论上是由根音、大三度、纯五度和大七度构成的和弦；也可看作是以大三和弦(或曰“大调三和弦”)為基礎，加上從根音往上的大七度音。在流行音乐的标记符号体系的标示方法，是在标示和弦根音的字母之后標上 "M7"、"maj7" 或 "Δ7"。或是大四和弦

大七和弦象征膽大、勇敢、強壯。

## 參照
1. ↑  
本华德与沙克尔（Benward & Saker） (2003年). 《音乐：理论与实践》（Music: In Theory and Practice）, Vol. I, p.77. 第七版. ISBN 978-0-07-294262-0.
2. ↑   李承育《爵士樂理入門-上》（Jazz Theory for Novices）, p.30., ISBN 978-957-561-270-2.